# Mantis
Mantis — рід великих богомолів, поширених у Південній та Центральній Європі, в Азії, Африці, Австралії та Північній Америці. До роду відносять 15 видів, з яких найбільш відомий та поширений — богомол звичайний.

## Опис
Великі богомоли з добре розвиненими крилами. Тазики передніх ніг з численними крапками на внутрішній поверхні. Передні гомілки з 4 дискоїдальними та 4 зовнішніми шипами. Середні та задні ноги без колінного шипа. Церки конічні, вкриті волосками.

## Види

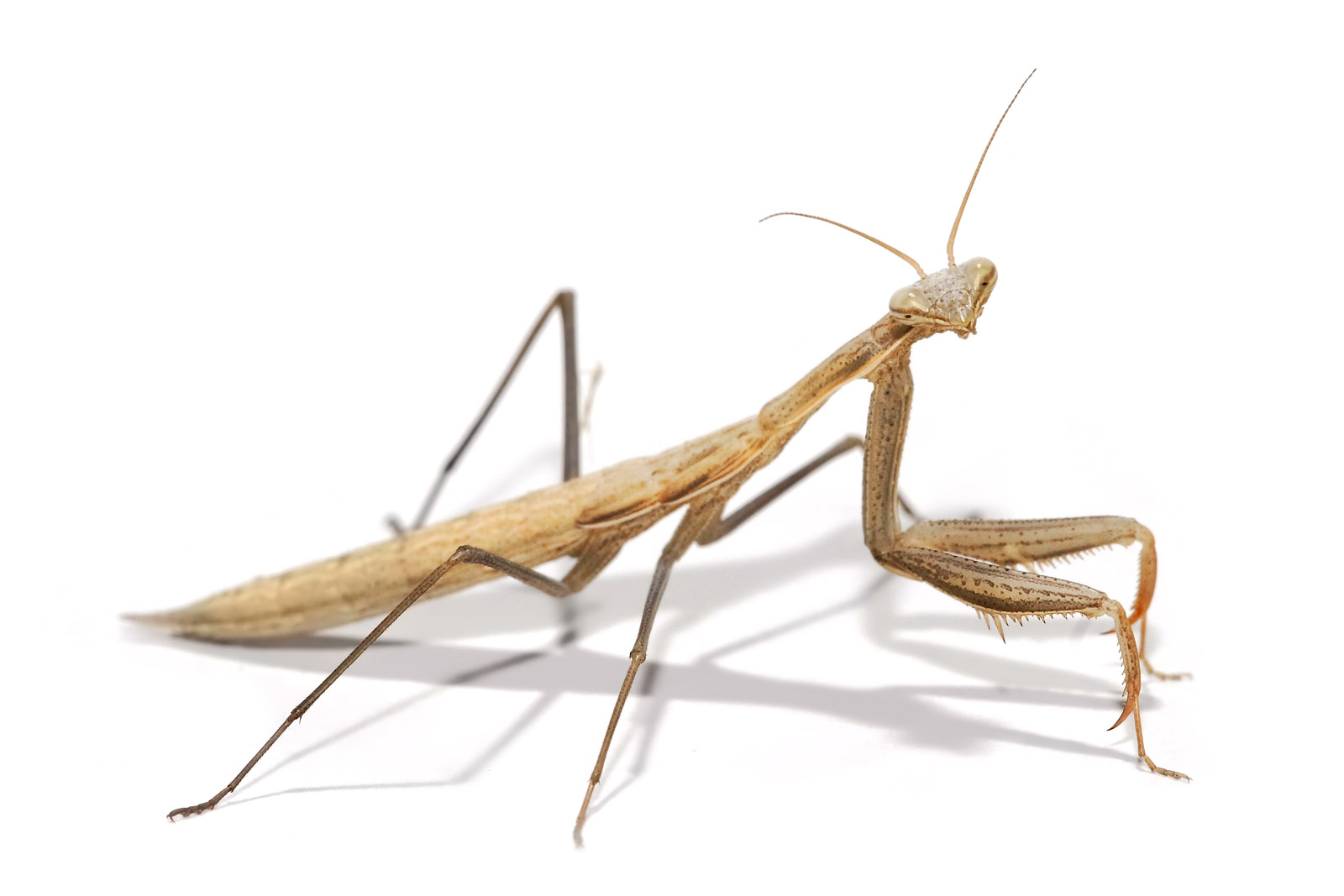
Німфа Mantis octospilota, Австралія

- M. beieri Roy, 1999
- M. callifera Wood-Mason, 1882
- M. carinata Cosmovici, 1888
- M. dilaticollis Gistel, 1856
- M. emortualis Saussure, 1869
- M. griveaudi Paulian, 1958
- M. insignis Beier, 1954
- M. macroalata Lindt, 1973
- M. macrocephala Lindt, 1974
- M. octospilota Westwood, 1889
- M. pia Serville, 1839
- M. religiosa (Linne, 1758)
- M. splendida de Haan, 1842
- M. tricolor Linne, 1767